# Prhovo (Pećinci)
Pour les articles homonymes, voir Prhovo.
Prhovo (en serbe cyrillique : Прхово) est un village de Serbie situé dans la province autonome de Voïvodine. Il fait partie de la municipalité de Pećinci dans le district de Syrmie (Srem). Au recensement de 2011, il comptait 783 habitants.
Prhovo est situé sur les bords de la Jarčina, un affluent de la Save.

## Démographie

### Évolution historique de la population
| 1948 | 1953 | 1961 | 1971 | 1981 | 1991 | 2002 | 2011 |
| ---- | ---- | ---- | ---- | ---- | ---- | ---- | ---- |
| 862  | 817  | 938  | 849  | 764  | 771  | 813  | 783  |

|  |

## Tourisme
L'actuelle église Saint Nicolas a été construite entre 1804 et 1806 et son iconostase a été réalisée entre 1832 et 1841. Quatre icônes de cette iconostase sont aujourd'hui conservées dans la galerie de peinture de la Matica srpska à Novi Sad.